# موسیمیر
موسیمیر  یک منطقهٔ مسکونی در یمن است که در استان ابین واقع شده‌است.